# Chocianów (gmina)
Chocianów est une gmina mixte du powiat de Polkowice, Basse-Silésie, dans le sud-ouest de la Pologne. Son siège est la ville de Chocianów, qui se situe environ 14 km au sud-ouest de Polkowice, et 85 km à l'ouest de la capitale régionale Wrocław.
La gmina couvre une superficie de 230,27 km2 pour une population de 12 765 habitants.

## Géographie
La gmina est bordée par les gminy de Chojnów, Pielgrzymka, Warta Bolesławiecka et Złotoryja.